# IC 2222
IC 2222 је спирална галаксија у сазвјежђу Рис која се налази на листи објеката дубоког неба у Индекс каталогу.
Деклинација објекта је + 37° 28' 21" а ректасцензија 8h 5m 14,8s. Привидна величина (магнитуда) објекта IC 2222 износи 14,5 а фотографска магнитуда 15,3. IC 2222 је још познат и под ознакама CGCG 178-24, PGC 22700.